# Yumi Hotta

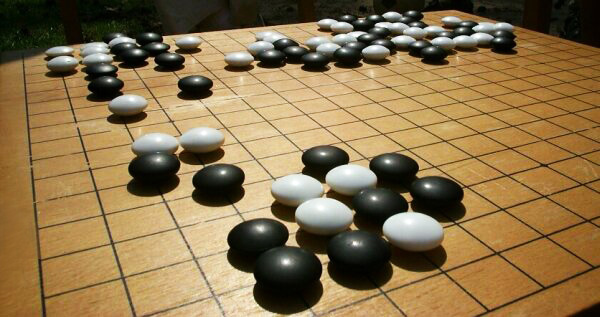
O jogo Go, um dos temas centrais do anime Hikaru no Go.

Yumi Hotta (堀田 由美, Hotta Yumi, muitas vezes escrito como ほった ゆみ) é uma Mangaká japonesa, nascida em Aichi, no Japão, em 1957.
Hotta é conhecida como a autora do best-seller, mangá e anime Hikaru no Go, e foi amplamente creditada por ser responsável pela recente explosão da prática do jogo no Japão. A ideia por trás de Hikaru no Go começou quando Yumi Hotta jogava Go com seu sogro. Ela pensou que poderia ser divertido criar um mangá baseado neste tradicional jogo de tabuleiro, e começou a trabalhar sob o título de Nove Estrelas. Porém mais tarde trabalhou com Takeshi Obata (o ilustrador) e Yukari Umezawa (5-Dan, o supervisor) na criação de Hikaru no Go. Ela ganhou o Shogakukan Manga Award em 2000 e o Prêmio Cultural Osamu Tezuka em 2003 por Hikaru no Go.
O marido de Hotta, Kiyonari Hotta (堀田清成), é um conhecido mangaka de corrida de cavalos. Ele também é conhecido como um contribuinte do Chunichi Shimbun, onde ilustrou sob o nome de Yumi Hotta(ほったゆみ), tornando o nome Yumi Hotta famoso antes mesmo de Hikaru no Go. Embora Yumi Hotta estivesse a cargo do projeto Hikaru no Go ao longo de quase toda a série, Yumi Hotta e Kiyonari Hotta trabalharam juntos como um time de marido e mulher.